# 러브차일드 (희곡)
《러브 차일드》는 오스트레일리아의 작가 조안나 머레이 스미스(en)의 작품이다. 태어나자마자 입양되었던 빌리가 혼자 사는 어머니 안나를 25년만에 찾아오면서 시작한다. 두 대조적인 모녀가 벽을 허물고 하나로 합하는 과정을 추적하는데, 결국 두 사람은 그들이 못다한 딸과 엄마로서의 역할을 확립하기에 이르지만 그 과정에서 어머니로부터 진정한 사랑을 받으려는 딸과 자식없는 커리어우먼으로서의 안정된 생활과 자기영역을 지키려는 어머니 사이에 팽팽한 줄다리기가 지속되면서 극적인 긴장감을 한껏 북돋운다. 모녀간의 미묘한 심리적 교류보다 복잡한 내러티브의 논리적 설명에 초점을 맞춘 채윤일의 무대만들기가 글쓰기와 때때로 엇갈리기는 했지만 오스트레일리아 연극에 대한 새로운 관심을 불러일으킨 공연으로서 그 의미는 작다고 할 수 없다.